# Real Sitio de San Lorenzo de El Escorial y El Escorial
El Real Sitio de San Lorenzo de El Escorial y El Escorial, también conocido como Real Sitio de San Lorenzo de El Escorial o Real Sitio de El Escorial, era un híbrido de señorío de realengo y señorío de abadengo constituido en el último tercio del siglo XVI, a instancias del rey Felipe II.  Se extendía alrededor del monasterio homónimo, por los actuales términos municipales de San Lorenzo de El Escorial, El Escorial, Zarzalejo y Santa María de la Alameda, en la vertiente meridional de la sierra de Guadarrama, en la Comunidad de Madrid (España).
Sobre este territorio se ha articulado una próspera industria turística, radicada preferententemente en los municipios de San Lorenzo de El Escorial y de El Escorial. En él se integra el Monasterio de El Escorial, situado en la primera localidad, además de diferentes edificios artísticos, fincas históricas y parajes geográficos, vinculados, desde el siglo XVI, con las Casas Reales de los Austrias y de los Borbones. Algunos de sus enclaves también fueron utilizados por la dinastía de los Trastámara, entre los siglos XIV y XV.
Patrimonio Nacional, organismo del que dependen las posesiones que estuvieron en manos de la Corona Española, gestiona la parte principal de este punto turístico, que se promociona unitariamente junto con el Valle de los Caídos del Franquismo. Este monumento funerario, ubicado en las proximidades del Real Sitio, fue erigido en el siglo XX a iniciativa del dictador Francisco Franco.
El Monasterio y Real Sitio recibieron en 1984 la declaración de Patrimonio de la Humanidad por parte de la Unesco.

## Límites

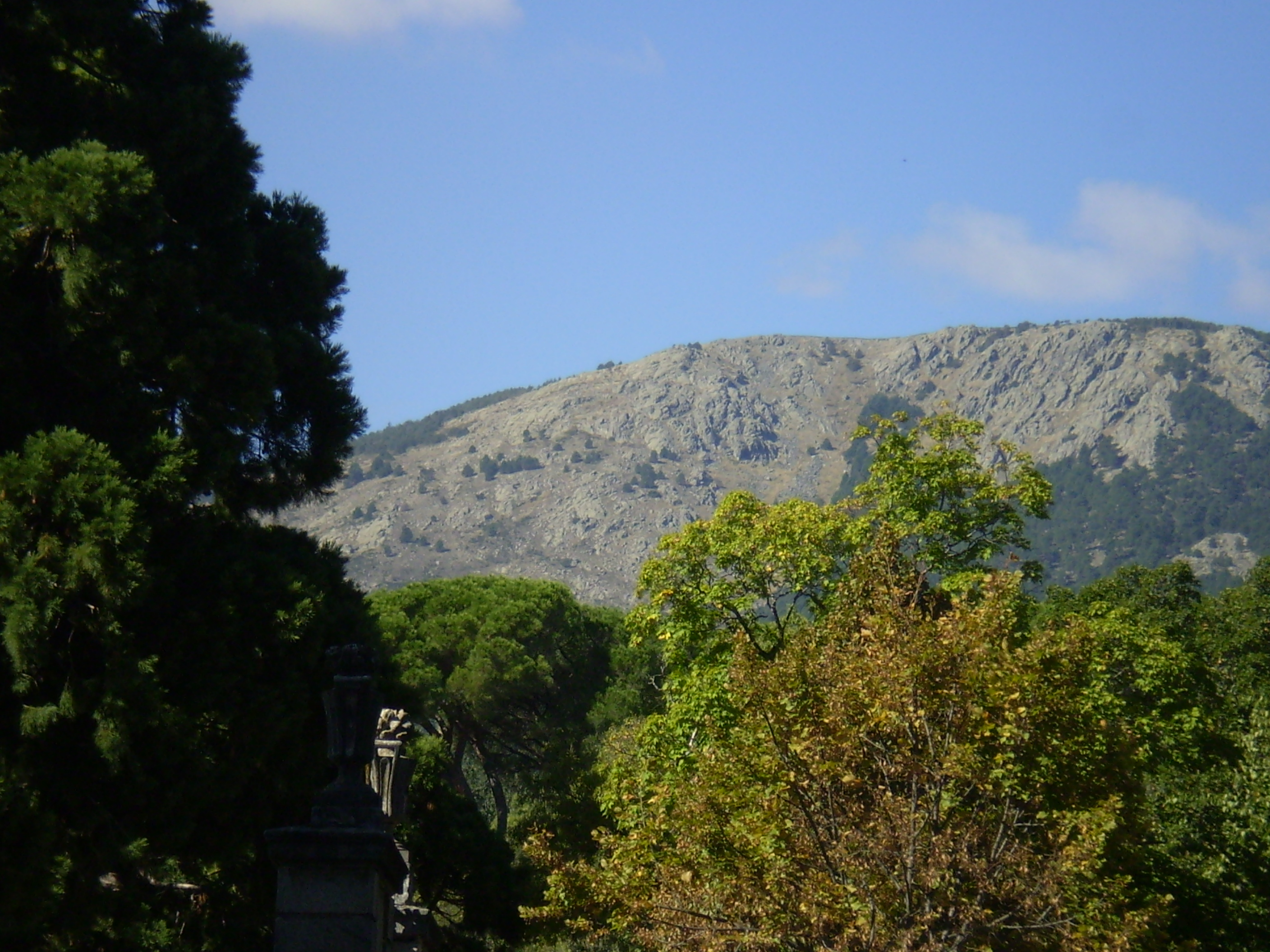
Risco Alto, visto desde los jardines de la Casita del Príncipe, flanquea el Real Sitio de San Lorenzo de El Escorial y El Escorial.

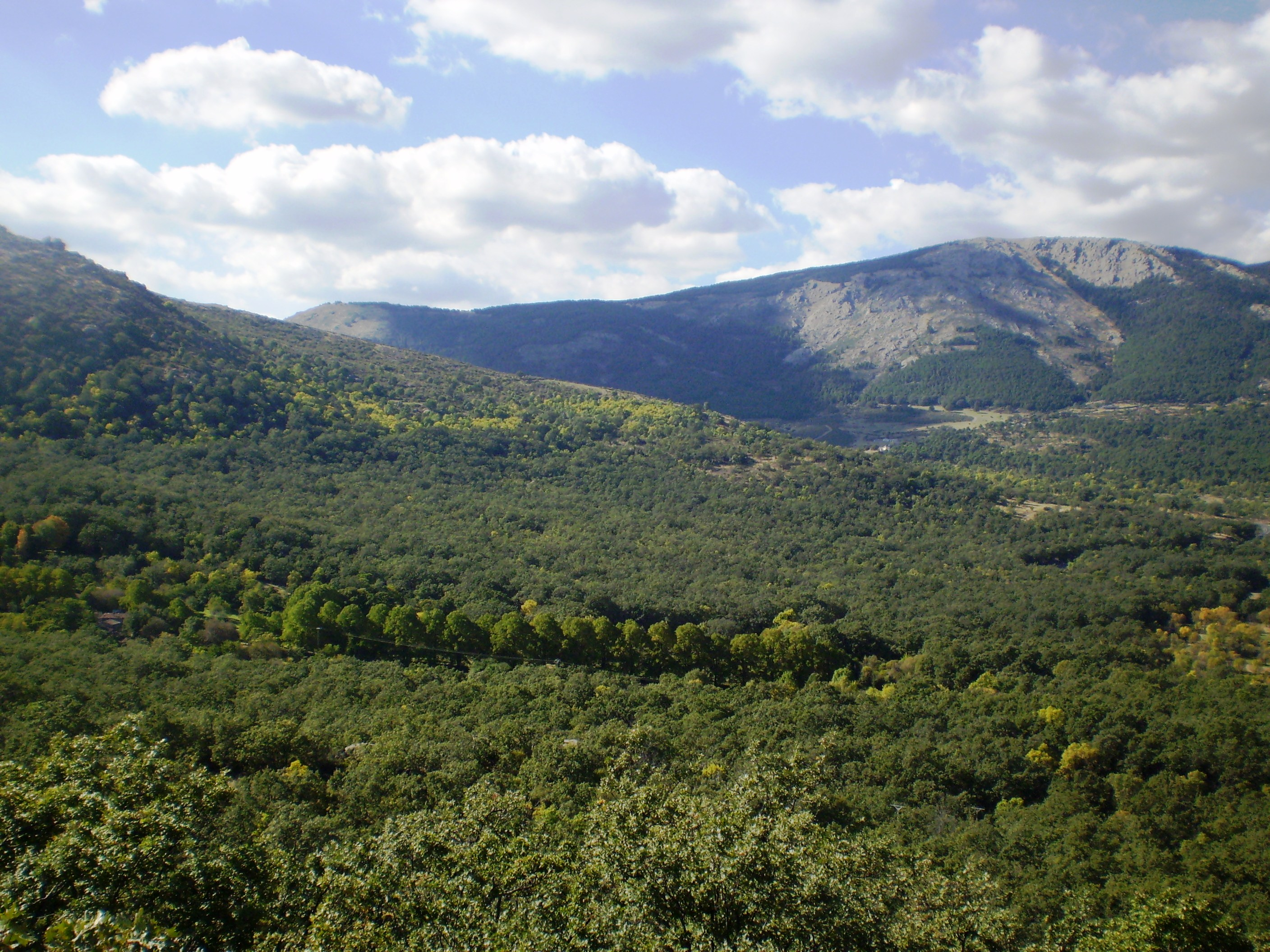
La Herrería, finca histórica incluida en el Territorio Histórico "El Escorial: Monasterio, Sitio y Entorno Natural y Cultural".

Las lindes históricas del Real Sitio quedan definidas por la Cerca de Felipe II. Esta antigua valla, mandada construir por el monarca y concluida por Carlos IV e Isabel II rodeaba el perímetro de este enclave. Recorría los actuales términos de San Lorenzo de El Escorial, El Escorial, Zarzalejo y Santa María de la Alameda, además de otras zonas limítrofes correspondientes a Guadarrama, Alpedrete, Collado Mediano, Collado Villalba, Galapagar, Colmenarejo, Robledo de Chavela y Valdemorillo.
También fueron cercadas las antiguas aldeas de La Fresneda, que desapareció con la creación del Real Sitio, y de Navalquejigo, un pueblo abandonado en el siglo XIX y hoy convertido en una pedanía escurialense.
Desde el punto de vista físico, se extendía por los bosques situados en las laderas y piedemonte del llamado Circo de El Escorial, que se encuentra flanqueado por el Monte Abantos y Las Machotas, además por la Cuerda de Cuelgamuros, conformada por Abantos y Cabeza Líjar. El valle alto del río Aulencia, el principal afluente del Guadarrama, también quedaba integrado, así como el nacimiento del río Perales.
Este espacio se encuentra protegido, en su mayor parte, por la Comunidad de Madrid. La Consejería de Cultura y Turismo de la Comunidad de Madrid (Dirección General de Patrimonio Histórico) lo declaró Bien de Interés Cultural, en la categoría de Territorio Histórico, mediante decreto 52/2006, con la denominación de "El Escorial: Monasterio, Sitio y Entorno Natural y Cultural". En él quedan integrados los términos de San Lorenzo de El Escorial, El Escorial, Zarzalejo y Santa María de la Alameda, donde se engloban los siguientes conjuntos monumentales y naturales:
- El Monasterio de El Escorial, con sus jardines y edificaciones anexas;
- Las fincas anexionadas en el siglo XVI;
- Las construcciones realizadas en el siglo XVIII;
- Diferentes monumentos de los núcleos urbanos de San Lorenzo de El Escorial (caso del Real Coliseo de Carlos III y de la Casa de Peláez)[3] y de El Escorial (como la iglesia herreriana de San Bernabé);
- Las construcciones auxiliares de abastecimiento de aguas, realizadas entre los siglos XVI y XVIII.[4]

Sin embargo, la Unesco define un ámbito territorial sensiblemente menor en su declaración del Monasterio y del Real Sitio como Patrimonio de la Humanidad, circunscrita únicamente a los términos de San Lorenzo de El Escorial y El Escorial. Su delimitación coincide, a grandes rasgos, con los conjuntos dependientes de Patrimonio Nacional, principalmente el Monasterio y la Casita del Infante (o de Arriba), en San Lorenzo de El Escorial, así como la Casita del Príncipe (o de Abajo), en El Escorial. 
Quedan fuera de su lista otros conjuntos monumentales que formaron parte de la Cerca de Felipe II. Es el caso de La Granjilla de La Fresneda (Expediente BIC 3/2003), del Monasterio de Prestado, de El Campillo (Expediente BIC 2/2003), de Monesterio (Expediente BIC 1/2003), de El Castañar y de Navalquejigo, que se encuentran en manos privadas, alguno en situación de abandono.
En 2007 las autoridades españolas tramitaron ante la Unesco la ampliación de la declaración de Patrimonio de la Humanidad a todo el entorno del Real Sitio, en coincidencia con sus límites históricos. El Ministerio de Cultura propuso, a través del Comité de Patrimonio Español, que La Granjilla de La Fresneda fuese declarada Patrimonio de la Humanidad, pero esta iniciativa no llegó a prosperar.

## Historia

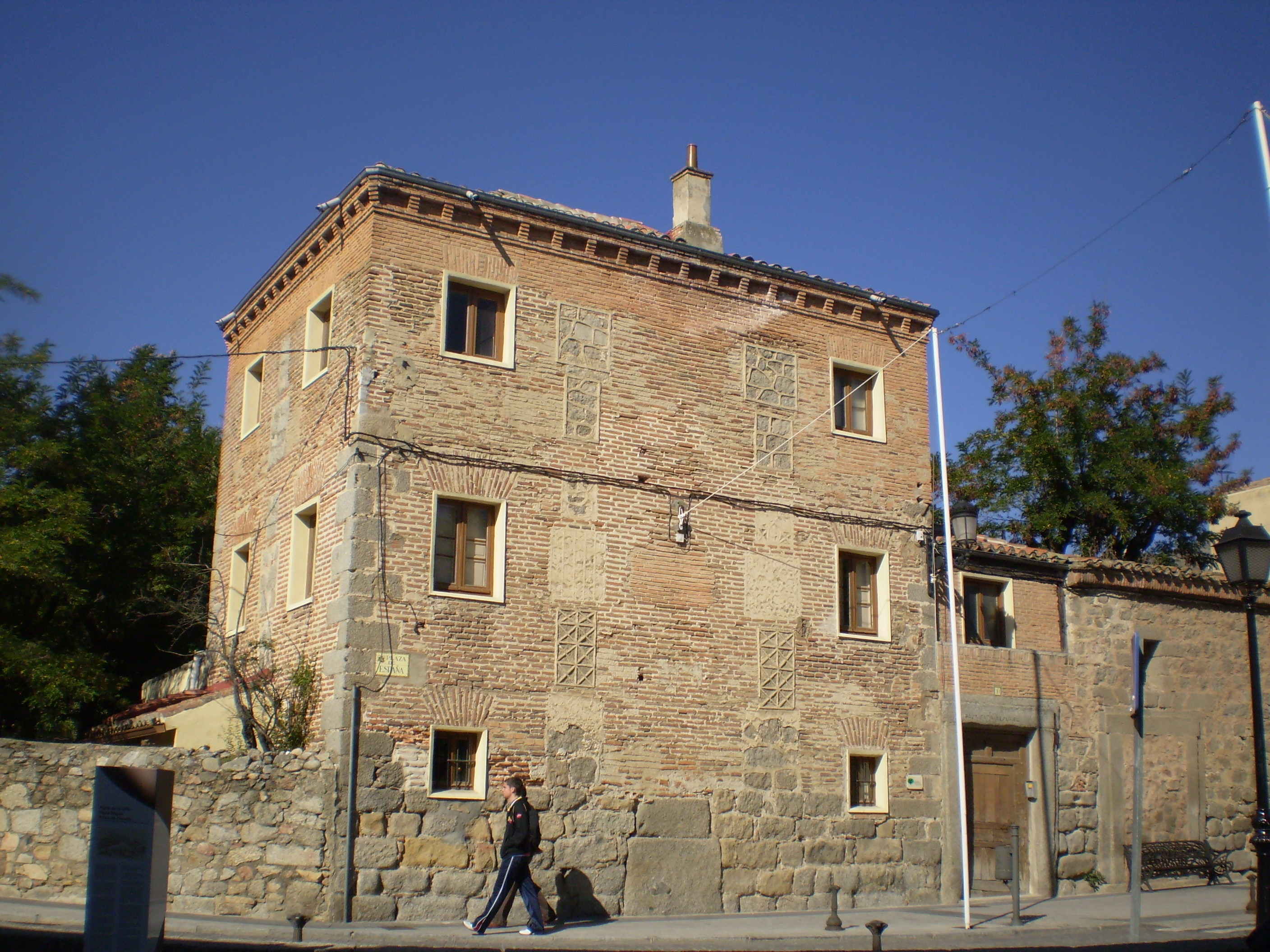
Casona del Monasterio de Prestado, donde vivió Felipe II mientras duraron las obras del Real Monasterio de El Escorial.

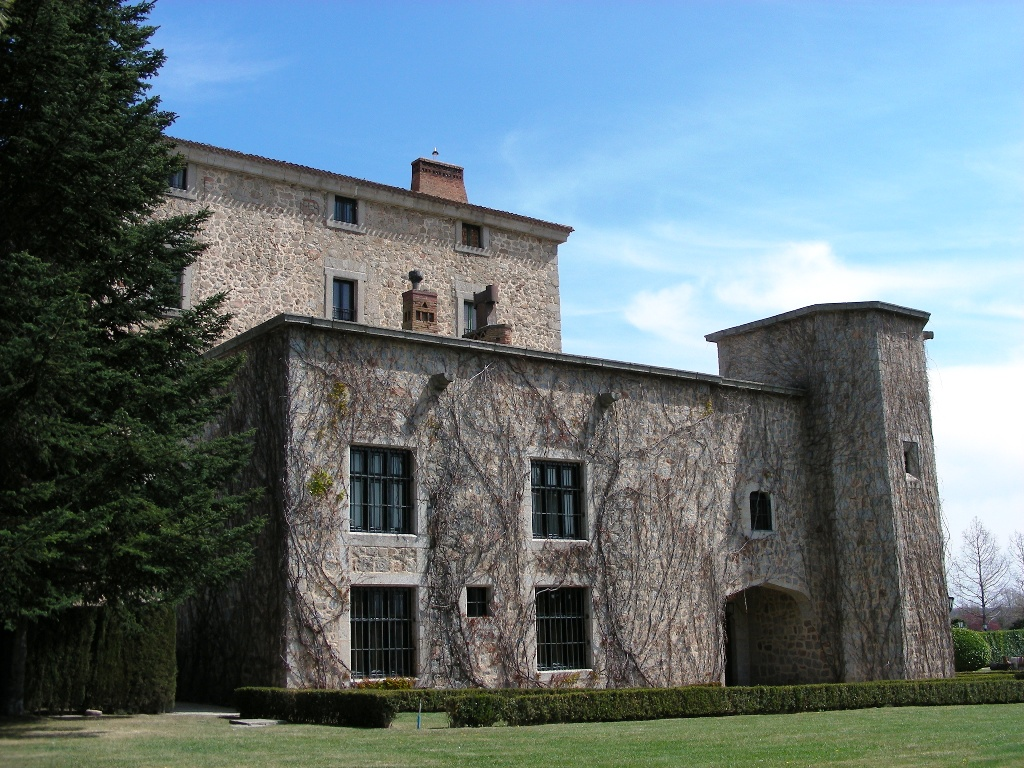
Vista de la Casa-fuerte de El Campillo, vinculada a la realeza desde la dinastía de los Trastámara.

De la Carta de Fundación del Monasterio de El Escorial se puede inferir que Felipe II protegió jurídicamente este edificio y su entorno mediante una figura legal híbrida de lo que en su tiempo se interpretaba por priorato, realengo y abadengo. Hoy, en concordancia con los artículos 1, 10, 17, 43, 44, 45, 46, 128 y 132 de la Constitución Española, esta figura se correspondería con un Real Sitio.
Los orígenes de este Real Sitio se remontan a 1562, un año antes de colocarse la primera piedra del Monasterio de El Escorial, cuyo solar se encontraba en las inmediaciones de El Escorial, por entonces una pequeña aldea perteneciente a la Comunidad de Villa y Tierra de Segovia.
El rey Felipe II comenzó a adquirir terrenos próximos al edificio para anexionarlos y crear un espacio de uso recreativo, cinegético y agropecuario, aspecto, este último, que resultaba clave para el mantenimiento de la comunidad monacal y cortesana que iba a residir en el Monasterio. Entre las fincas apropiadas, figuraba la de El Campillo, adscrita a la realeza desde tiempos de Enrique IV de Castilla. Todas las tierras fueron valladas mediante la llamada Cerca de Felipe II. El proceso de anexiones duró hasta 1595.
El Real Sitio se regía jurisdiccionalmente mediante tres figuras principales. La administración de los cotos de caza correspondía a la Casa Real, mientras que el Prior del Monasterio gestionaba las tierras dedicadas a la explotación agrícola y ganadera. Por su parte, el Alcalde Mayor de El Escorial ejercía sus poderes dentro del núcleo urbano de El Escorial. Este pueblo fue desvinculado de la Comunidad de Villa y Tierra de Segovia y logró alcanzar una personalidad jurídica propia, como villa, en un margo legal híbrido entre un Sitio Real y un Sitio de Abadengo.
Se trataba de una estructura administrativa de gran complejidad, que dio lugar a numerosos conflictos. El litigio más importante tuvo lugar en el siglo XVIII, en tiempos de Carlos III, cuando los monjes y las autoridades municipales escurialenses disputaron el control del suelo destinado a uso residencial. 
La demanda de viviendas, por parte de funcionarios y personal de servicio, era un asunto especialmente sensible en aquellos momentos, ante las frecuentes visitas de la Familia Real al lugar. Fruto del interés mostrado por la Casa de Borbón hacia el Real Sitio fue la construcción de las Casitas del Príncipe y del Infante, obras de Juan de Villanueva. A este arquitecto también se debió el cierre de la lonja que rodea el Monasterio con la tercera Casa de Oficios y las Casas de Infantes.
Carlos III intervino en la citada disputa y resolvió crear en 1782 una única figura administrativa, la de Gobernador del Real Sitio, con la que tomaba su control indirecto, en claro perjuicio del Prior y del Alcalde, que vieron mermados sus poderes. Al mismo tiempo, impulsó la segregación de parte del término de El Escorial, de la que surgió el actual municipio de San Lorenzo de El Escorial, donde se encontraban los principales edificios, incluido el Monasterio.
Asimismo, articuló un nuevo marco territorial, que favoreció el desarrollo de un caserío en los aledaños del Real Monasterio, más allá del núcleo poblacional de El Escorial. Las viviendas construidas en el entorno más próximo al edificio dieron origen al actual pueblo de San Lorenzo de El Escorial, constituido oficialmente en municipio el 26 de septiembre de 1836, como una escisión de El Escorial.
El Real Sitio volvió a fraccionarse a finales del siglo XVIII, durante el reinado de Carlos IV. La Desamortización de Juan Álvarez Mendizábal y Pascual Madoz dejó en manos privadas algunas de las fincas anexionadas en el siglo XVI. Entre ellas, destaca la de La Granjilla de La Fresneda, donde Felipe II ordenó construir un palacio y unos jardines renacentistas, erigidos en la desaparecida aldea de La Fresneda, cuyo caserío fue retirado para tal fin. 
Por esta razón, La Granjilla de La Fresneda ha quedado fuera del circuito turístico principal, junto con otros conjuntos de similar importancia histórico-artística. Éste se articula preferentemente sobre los espacios en gestión de Patrimonio Nacional.

## Patrimonio artístico y natural

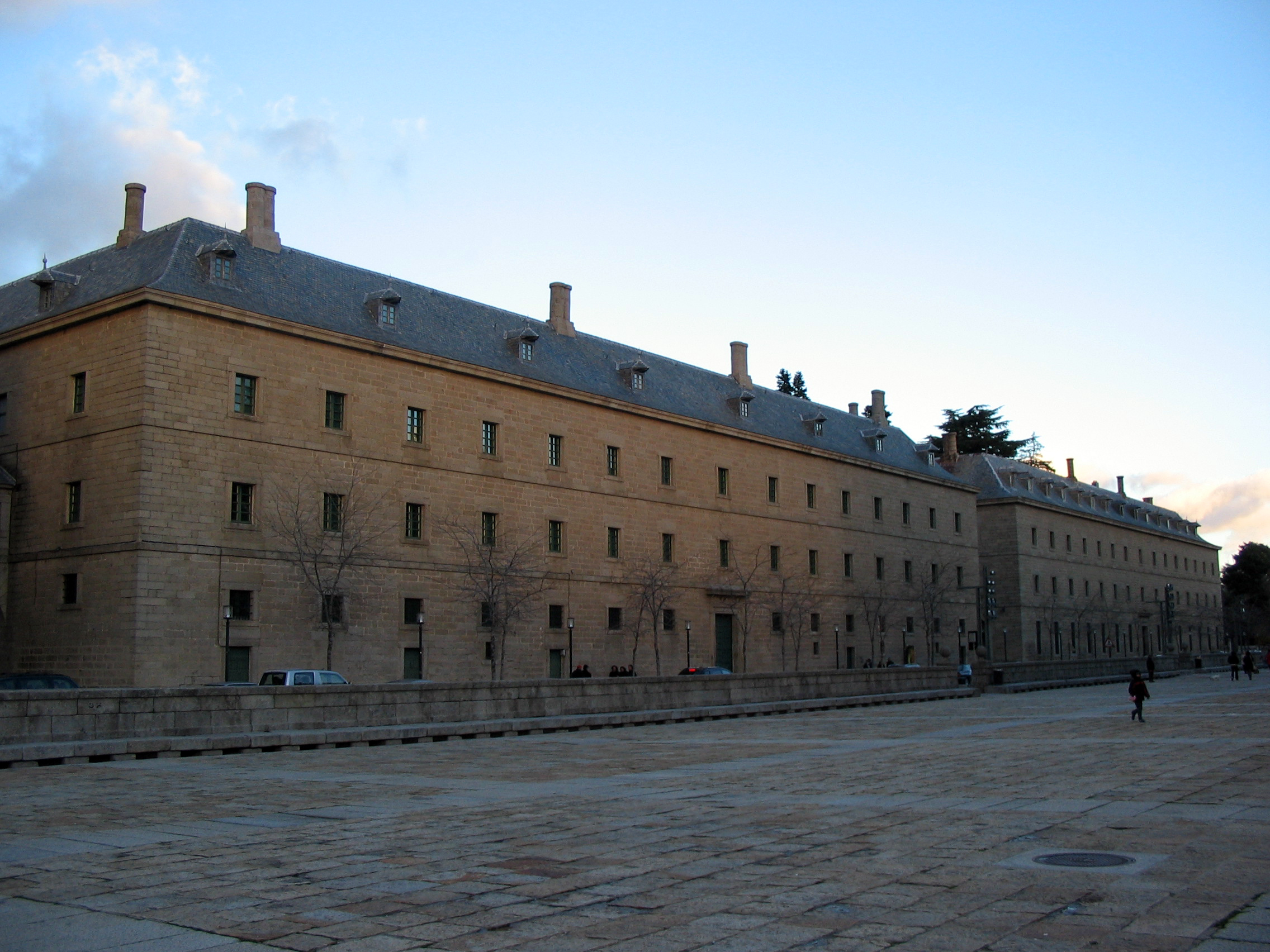
Casas de Oficios, en la Lonja del Monasterio de El Escorial, construidas por Juan de Herrera.

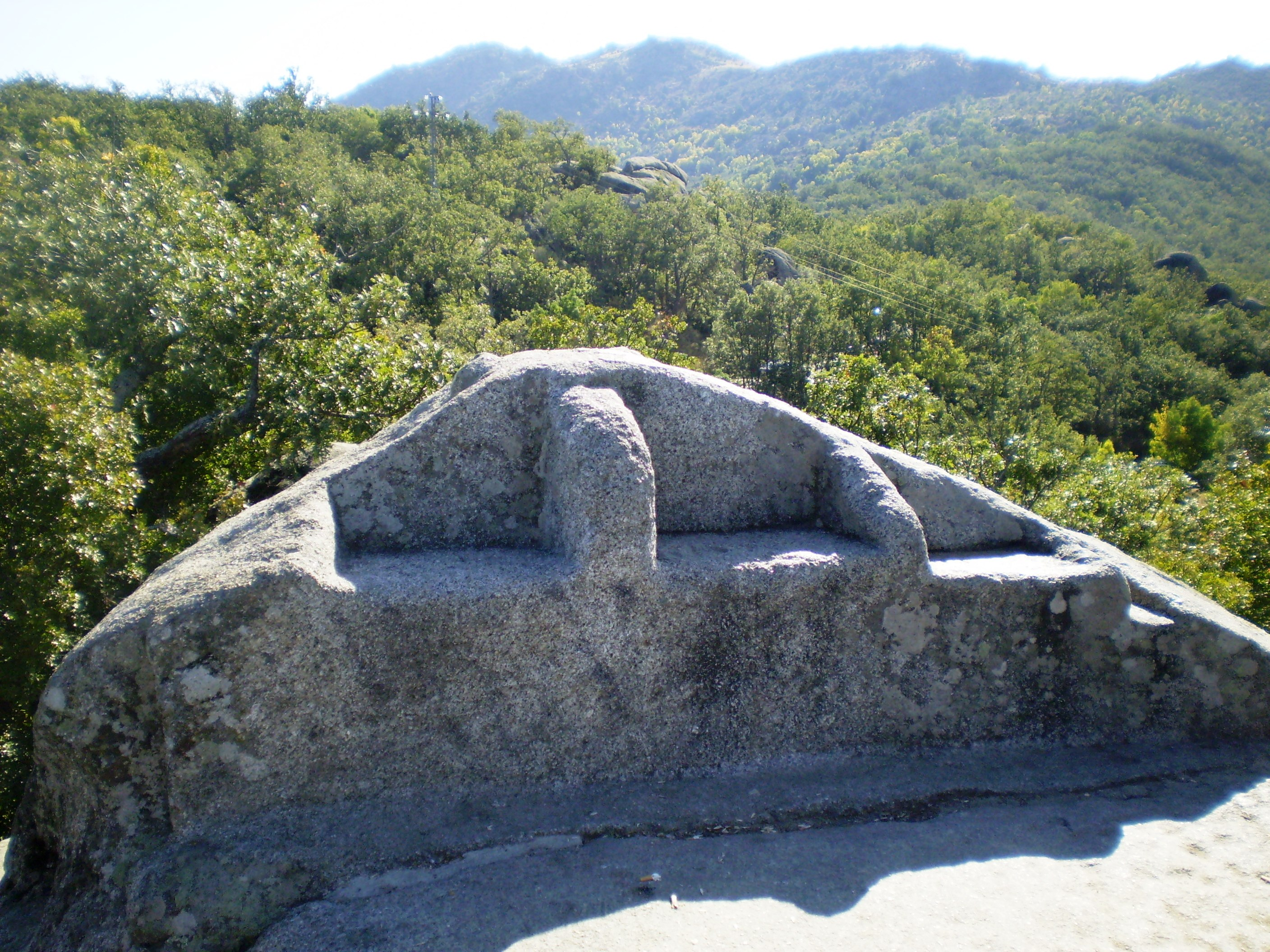
La Silla de Felipe II podría tener un origen prerromano.

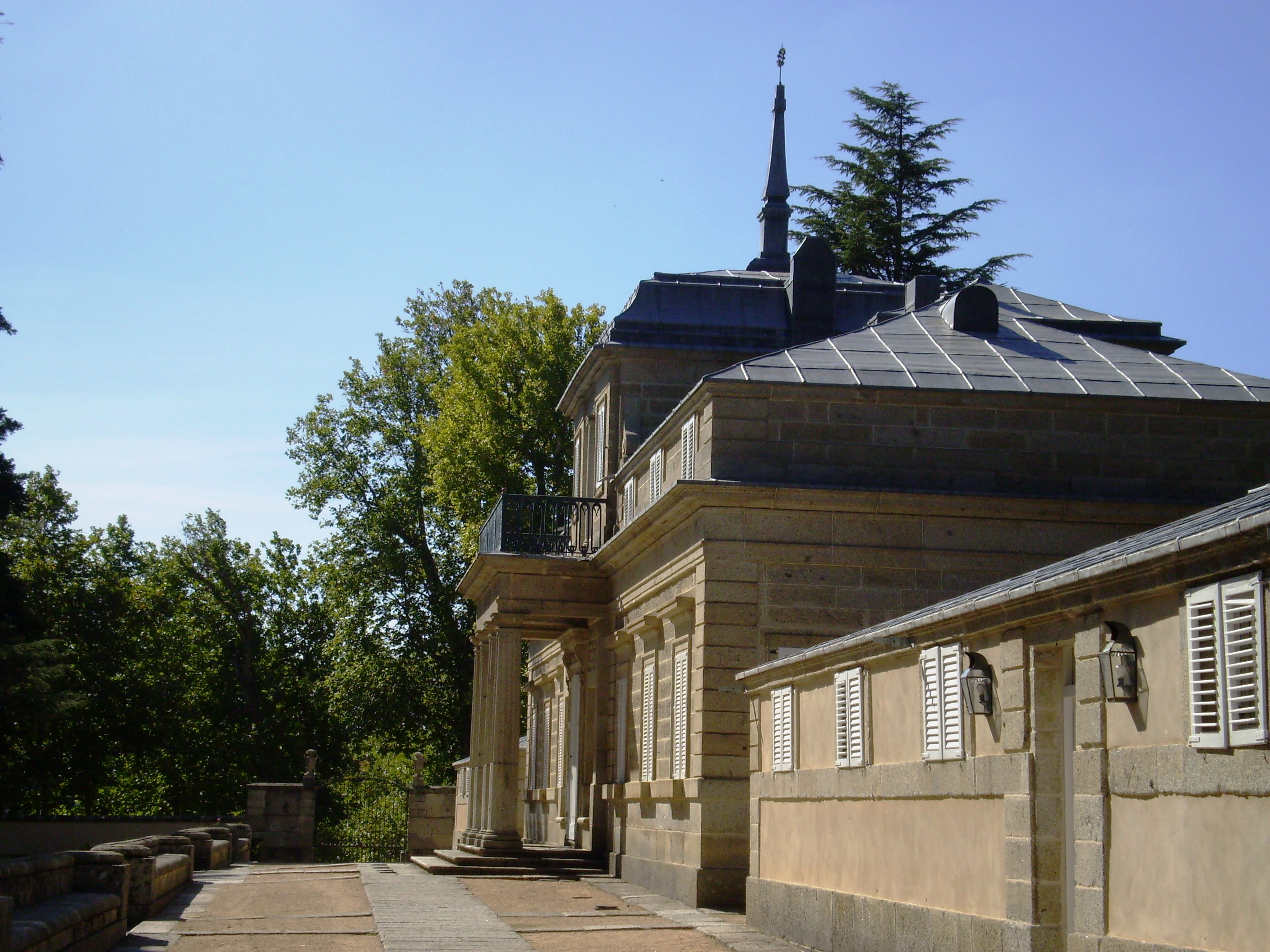
Casita del Príncipe, obra de Juan de Villanueva, del.

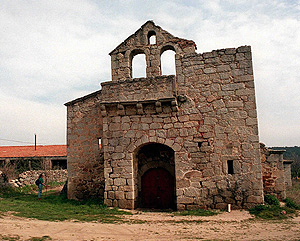
Iglesia fortificada de Navalquejigo. Este pueblo, hoy abandonado, quedó dentro de la Cerca de Felipe II.

A continuación se describen los valores artísticos, históricos y naturales de los principales enclaves que quedaron dentro de la Cerca de Felipe II. Este espacio, declarado Bien de Interés Cultural por la Comunidad de Madrid, integra un área más extensa que la definida por la Unesco en su declaración de Patrimonio de la Humanidad.

### Término de San Lorenzo de El Escorial
- Monasterio de El Escorial. Fue diseñado en el siglo XVI por Juan Bautista de Toledo, dentro de un plan urbanístico, de carácter integral, que afectaba a todo su entorno, en el que este edificio constituía el núcleo central.[10] Tras su muerte, Juan de Herrera asumió el proyecto y finalizó el edificio, implantando un nuevo estilo arquitectónico, bautizado con su apellido.

- Casas de Oficios. Las dos primeras son obra de Juan de Herrera, que las construyó entre 1587 y 1596 como lugar de residencia del personal de servicio del Real Monasterio. La tercera fue levantada por Juan de Villanueva, dos siglos después. Dependen del Ayuntamiento de San Lorenzo de El Escorial, que las utiliza para fines culturales y educativos (en una de sus dependencias se encuentra el Conservatorio Profesional de Música Padre Soler). Rodean la Lonja del Monasterio, junto con la Casa de la Compaña, trazada en el siglo XVI por Francisco de Mora.

- Casas de Infantes. Fueron proyectadas por Juan de Villanueva en el siglo XVIII, que fue fiel al estilo herreriano que preside en la Lonja del Monasterio, donde se encuentran. Sirvieron de residencia al Conde de Floridablanca.

- Casita del Infante (o de Arriba). Su artífice es también Juan de Villanueva. Fue construida para el Infante Gabriel de Borbón, hijo de Carlos III.

- La Herrería. Este finca histórica, denominada antiguamente Dehesa de las Ferrerías de Fuentelámparas, está poblada por fresnedales adehesados y robledales. Se encuentra protegida por la Comunidad de Madrid mediante la figura legal de Paraje Pintoresco del Pinar de Abantos y Zona de La Herrería.

- Silla de Felipe II. Aunque la tradición afirma que fue mandada construir por Felipe II como observatorio de las obras del Real Monasterio, recientes investigaciones apuntan a que puede tratarse de un altar prerromano para sacrificios, de los cuales se han encontrado hallazgos similares en la península ibérica. Algunos autores afirman que esta silla no es más que una recreación levantada en el siglo XIX.

### Término de El Escorial
- La Granjilla de La Fresneda. Este conjunto monacal y palaciego se debe a Juan Bautista de Toledo. Fue ordenado edificar por Felipe II en 1563 —el mismo año en que se colocaba la primera piedra del Monasterio— para usos recreativos personales, como contrapunto al Monasterio. Se asienta sobre una finca que actualmente ha quedado reducida a 148 hectáreas, diez veces menos que la superficie original. Integra unos jardines renacentistas, diseñados a semejanza de la Casa de Campo de Madrid. Actualmente es de propiedad privada; no obstante, ha sido declarado Bien de Interés Cultural por la Comunidad de Madrid (BOCM, 21 de junio de 2006).

- Monasterio de Prestado. En esta casona, muy anterior a la construcción del Real Monasterio, habitó intermitentemente Felipe II durante los 21 años que duraron las obras de este edificio.[11]

- Casita del Príncipe (o de Abajo). Es una de las construcciones más notables de Juan de Villanueva, que utilizó, en su diseño, trazas muy similares a las empleadas en el Museo del Prado, la obra maestra de este arquitecto. Data de 1772 y fue utilizada como pabellón de recreo por Carlos IV, entonces Príncipe de Asturias.

- Casa-fuerte de El Campillo. Se trata de un caserón de aspecto fortificado, muy anterior a la construcción del Monasterio de El Escorial, si bien Felipe II la reformó como palacete de caza. Fue propiedad de Rodrigo Manrique, padre del poeta Jorge Manrique.

- Navalquejigo. Este pueblo abandonado, de origen medieval, conserva entre sus ruinas algunas construcciones de interés histórico. Es el caso de su iglesia fortificada, que data probablemente de finales del siglo XII o principios del XIII.

### Términos de San Lorenzo de El Escorial, El Escorial, Zarzalejo y Santa María de la Alameda
- Cerca de Felipe II. De esta valla, edificada para delimitar el perímetro del Real Sitio, apenas se conservan 36 tramos diseminados por los términos de El Escorial, San Lorenzo de El Escorial, Zarzalejo y Santa María de la Alameda. Tenía una longitud aproximada de 55 km y contaba con diez puertas de acceso. Estaba construida en piedra berroqueña, con una altura que oscilaba entre 1 y 1,5 metros y una anchura entre 50 y 60 centímetros.

- Parajes naturales. El conjunto monumental del Real Sitio de San Lorenzo de El Escorial y El Escorial se completa con un rico patrimonio medioambiental y paisajístico. Destacan las fincas de El Campillo —frecuentada por Enrique IV de Castilla—, de El Dehesón y de El Castañar, además de los atractivos naturales que ofrecen las formaciones montañosas de Abantos, Las Machotas y la Cuerda de Cuelgamuros, así como el valle alto del río Aulencia.[12]

## Rutas turísticas
Alrededor del Real Sitio, se han articulado cinco rutas turísticas, que combinan tanto valores histórico-artísticos y culturales como medioambientales:
- Eje Monasterio-Casita del Príncipe-Monasterio de Prestado-Iglesia de San Bernabé-La Granjilla de La Fresneda;
- Eje Monasterio-Casita del Infante-La Herrería-El Castañar-Silla de Felipe II-Las Machotas;
- Eje Monasterio-Monte Abantos-Cordel del Valle de la Cañada Real Leonesa-Valle de los Caídos;
- Eje La Granjilla de La Fresneda-El Campillo-Monesterio;
- Eje La Granjilla de La Fresneda-El Dehesón-Navalquejigo.

## Acceso
El Real Sitio de San Lorenzo de El Escorial y El Escorial se encuentra muy bien comunicado a través de las carreteras M-505 y M-600, que son accesibles desde la autopista A-6 (Madrid-La Coruña). Además, la estación de El Escorial dispone de una amplia frecuencia de trenes de Cercanías, a través del ferrocarril Madrid-Ávila.